# Kiesowia
Kiesowia is een geslacht van uitgestorven kreeftachtigen uit de klasse van de Ostracoda (mosselkreeftjes).

## Soorten
- Kiesowia (Carinobolbina) carinata (Krause, 1892) Schallreuter, 1985 †
- Kiesowia (Carinobolbina) estona (Oepik, 1937) Schallreuter, 1979 †
- Kiesowia (Pseudotallinnella) moles Schallreuter, 1984 †
- Kiesowia (Pseudotallinnella) scopulosa (Sarv, 1959) Schallreuter, 1982 †
- Kiesowia decinodosa Copeland, 1989 †
- Kiesowia dissecta (Krause, 1892) Ulrich & Bassler, 1923 †
- Kiesowia margaritata Oepik, 1937 †
- Kiesowia peregrina Oepik, 1953 †
- Kiesowia pernodosa Oepik, 1937 †
- Kiesowia prussica Schallreuter, 1987 †
- Kiesowia regalis (Neckaja, 1952) Schallreuter, 1984 †
- Kiesowia septenaria Stumbur, 1956 †